# Dana Ulery
Dana Ulery (2 de enero de 1938) es una científica informática estadounidense, pionera en aplicaciones de informática científica. Comenzó su carrera en 1961 como la primera mujer ingeniera en el Laboratorio de Propulsión a Reacción de la NASA (Pasadena, CA), diseñando y desarrollando algoritmos para modelar las capacidades de la Red del Espacio Profundo de la NASA y automatizando los sistemas de seguimiento en tiempo real para las misiones espaciales Ranger y Mariner usando un North American Aviation Recomp II, computadora de tamaño de palabra de 40 bits. A lo largo de su carrera, ha ocupado cargos como investigadora y gerente de ciencia y tecnología aplicada en la industria, el mundo académico y el gobierno. En 2007, se retiró de su puesto como Científica en Jefe de la Dirección de Computación y Ciencias de la Información en el Laboratorio de Investigación del Ejército de los Estados Unidos (ARL).
Ulery estuvo entre el primer grupo de mujeres gerentes en el Laboratorio de Investigación del Ejército de los Estados Unidos. En estos cargos, también fue nombrada Presidenta del Consejo de Gestión de Conocimiento del Comando de Materiales del Ejército de EE. UU. y en 2002 recibió el Premio del Conocimiento del Ejército a la Mejor Iniciativa de Transformación. Está incluida en American Men and Women of Science, Marquis Who's Who en los Estados Unidos.

## Biografía
Ulery recibió su licenciatura de Grinnell College en 1959, con una doble licenciatura en literatura inglesa y matemáticas. Obtuvo su maestría y su doctorado en ciencias de la computación en la Universidad de Delaware en 1972 y 1975 respectivamente. En 1976, aceptó cargos para profesores visitantes en la Universidad de El Cairo en Egipto y en la Universidad Americana en El Cairo. A su regreso a los EE. UU., Se unió a la División de Servicios de Ingeniería de la Compañía DuPont, donde trabajó como informática y gerente técnica. A principios de la década de 1980, lideró iniciativas para desarrollar e implementar sistemas de aplicaciones empresariales para evaluar y controlar la calidad de los productos en los sitios de DuPont. Por estos logros, fue galardonada con el Premio DuPont de Ingeniería para Liderazgo de Sistemas de Computación de Calidad Corporativa. Ulery también desempeñó un papel activo en el establecimiento de estándares EDI, estándares internacionales para el intercambio electrónico de información técnica utilizada por empresas y gobiernos. Inició y dirigió programas multidisciplinarios en ARL para avanzar en la investigación de la fusión de información de múltiples fuentes y la comprensión de la situación aplicada a entornos de batalla no tradicionales y defensa nacional.
En la década de 1990, se desempeñó durante muchos años como Delegado Panamericano en el Intercambio Electrónico de Datos de las Naciones Unidas para la Administración, el Comercio y el Comercio (UN / EDIFACT). Fue Presidenta del Grupo de Trabajo de Objetos Multimedia de UN / EDIFACT y Presidenta del Grupo de Trabajo de Datos de Producto de UN / EDIFACT, liderando el desarrollo internacional temprano de estándares para el comercio electrónico.

## Publicaciones
- Ulery, Dana L (1972). Lineal a language-oriented system for solving problems in linear algebra (M.S.). University of Delaware. OCLC 3716008.
- Ulery, Dana L (1976). Computer science's reincarnation of finite differences (Ph.D.). University of Delaware. OCLC 33892757.